# Jimmy Armfield
James Christopher Armfield, OBE (21 de setembre de 1935 - 22 de gener de 2018) fou un futbolista anglès de la dècada de 1960 i entrenador.
Fou 43 cops internacional amb la selecció d'Anglaterra entre 1959 i 1966, amb la qual participà en la Copa del Món de futbol de 1962 i a la Copa del Món de futbol de 1966. Passà tota la seva carrera al Blackpool FC, entre 1954 i 1971, jugant 627 partit en totes les competicions.
Posteriorment destacà com a entrenador a Bolton Wanderers FC i Leeds United FC.

## Palmarès
Jugador
Anglaterra
- Copa del Món de futbol: 1966[10]

Entrenador:
Bolton Wanderers
- Football League Third Division: 1972-73[11]

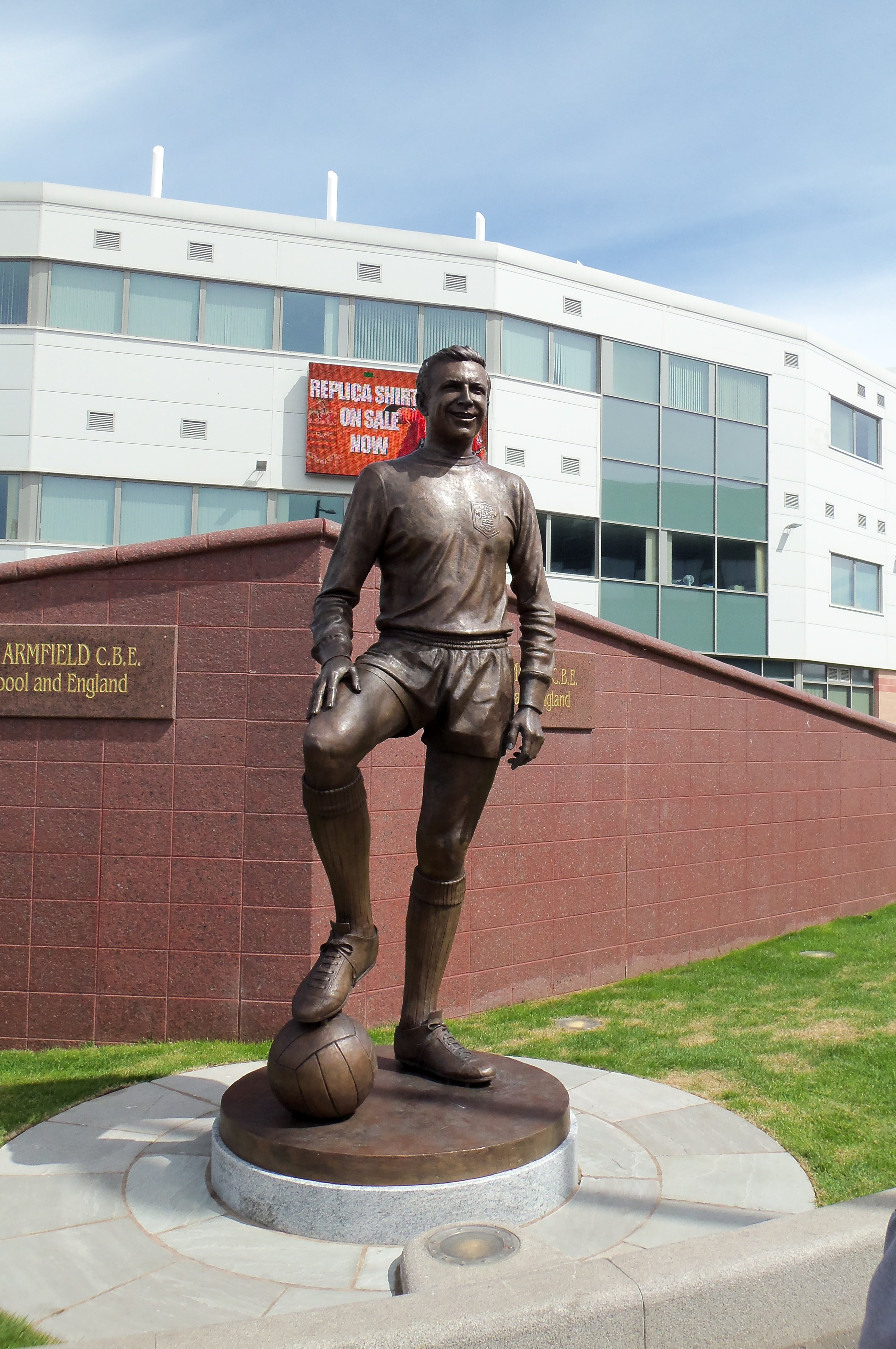
Estàtua d'Armfield a Bloomfield Road.